# Станислав Буджик
Станѝслав Бенѐдикт Бу̀джик (на полски: Stanisław Benedykt Budzik) е полски римокатолически духовник, доктор по богословие, професор в Папския университет „Йоан Павел II“ в Краков, ректор на Тарновската висша духовна семинария (1998 – 2004), викарен епископ на Тарновската епархия и титулярен епископ на Холар (2004 – 2011), генерален секретар на Полската епископална конференция (2007 – 2011), люблински архиепископ митрополит от 2011 година.

## Биография
Станислав Буджик е роден на 25 април 1952 година в село Ленкавица, близо до Тарнов. През 1971 година завършва средно образование в Първи общообразователен лицей „Кажимеж Броджински“ в Тарнов. В периода 1971 – 1977 година учи философия и богословие в Тарновската висша духовна семинария и в Тарновския богословски институт (днес факултет на Папския университет „Йоан Павел II“). Ръкоположен е за свещеник на 29 май 1977 година от Йежи Абдевич, тарновски епископ. Същата година защитава магистърска теза по богословие в Люблинския католически университет. Служи като викарий в енориите „Божия Майка Страдаща“ в Лиманова (1977 – 1980) и „Рождество на Пресвета Дева Мария“ в Тарнов (1980 – 1982). В периода 1982 – 1988 година специализира в Инсбрукския университет. Там защитава докторска дисертация на тема „Doctor pacis. Theologie des Friedens bei Augustinus“. От 1989 до 2011 година преподава в Тарновската семинария и в Тарновския богословски институт, където е ръководител на катедрата по догматика. През 1997 година се хабилитира в Папския университет „Йоан Павел II“ в Краков. През 1998 година е избран за ректор на Тарновската семинария. На 11 юни 2001 година папа Йоан Павел II го удостоява с достойнството „капелан на Негово Светейшество“.
На 24 февруари 2004 година папата го номинира за викарен епископ на Тарновската епархия и титулярен епископ на Холар. Приема епископско посвещение (хиротония) на 2 април в тарновската катедрала от ръката на Виктор Скворц, тарновски епископ, в съслужие с арх. Юзеф Ковалчик, апостолически нунций в Полша и арх. Юзеф Жичински, люблински митрополит. През 2007 година е избран за генерален секретар на Полската епископална конференция. На 26 септември 2011 година папа Бенедикт XVI го номинира за люблински архиепископ митрополит. Приема канонично архиепархията и влиза тържествено в люблинската архикатедрала като архиепископ на 22 октомври. На 29 юни 2012 година в Рим получава от ръцете на папата митрополитския палиум.